# Rückschlag
Rückschlag is een plaats in de Duitse gemeente Monschau, deelstaat Noordrijn-Westfalen. Het gebied wordt van de rest van Monschau afgesneden door de Vennbahn, die van België is en het vormt de kleinste bewoonde exclave van Duitsland met 16.303 m².
Stedenregio Aken · Regierungsbezirk Keulen · Noordrijn-Westfalen